# Macrobarasa albibasis
Macrobarasa albibasis är en fjärilsart som beskrevs av Alfred Ernest Wileman 1914. Macrobarasa albibasis ingår i släktet Macrobarasa och familjen trågspinnare. Inga underarter finns listade i Catalogue of Life.